# Чуково (Кырджалийская область)
Чуково (болг. Чуково) — село в Болгарии.

## География
Находится в Кырджалийской области, входит в общину Момчилград. 

## Население
Население составляет 260 человек.

## Политическая ситуация
В местном кметстве Чуково, в состав которого входит Чуково, должность кмета (старосты) исполняет Гюрсел Мюмюн Юсеин (Движение за права и свободы (ДПС)) по результатам выборов правления кметства.
Кмет (мэр) общины Момчилград — Ердинч Исмаил Хайрула (Движение за права и свободы (ДПС)) по результатам выборов в правление общины.